# Humlekärr
Humlekärr är ett naturrikt område och hemman i Torkelsbohög, i Lindome socken i nuvarande Mölndals kommun. Humlekärr har varit bebott sedan 1900-talets början, och dess namn kommer sig av att där förr växte vildhumle.
Humlekärr ligger vid nordöständan av Flaksjö.